# Тунис на Универсиадах
Тунис принимает участие в Универсиадах начиная с летней Универсиады 1959 года в Турине. На зимних Универсиадах спортивная делегация Туниса не участвовала ни разу.
На настоящее время спортсмены Туниса на всех Универсиадах завоевали в сумме 3 медали, из них ни одной золотой, все медали завоёваны на летних Универсиадах.

## Медальный зачёт
По состоянию на настоящий момент (после летней Универсиады 2021 и зимней Универсиады 2023).

### Медали на летних Универсиадах
| Универсиады    | Золото               | Серебро              | Бронза               | Всего                | Место                |
| -------------- | -------------------- | -------------------- | -------------------- | -------------------- | -------------------- |
| 1959 Турин     | 0                    | 0                    | 0                    | 0                    | —                    |
| 1961, 1963     | не участвовали       | не участвовали       | не участвовали       | не участвовали       | не участвовали       |
| 1965 Будапешт  | 0                    | 0                    | 0                    | 0                    | —                    |
| 1967 Токио     | не участвовали       | не участвовали       | не участвовали       | не участвовали       | не участвовали       |
| 1970 Турин     | 0                    | 0                    | 0                    | 0                    | —                    |
| 1973—1977      | не участвовали       | не участвовали       | не участвовали       | не участвовали       | не участвовали       |
| 1979 Мехико    | 0                    | 0                    | 0                    | 0                    | —                    |
| 1981 Бухарест  | не участвовали       | не участвовали       | не участвовали       | не участвовали       | не участвовали       |
| 1983 Эдмонтон  | 0                    | 1                    | 2                    | 3                    | 19                   |
| 1985 Кобе      | не участвовали       | не участвовали       | не участвовали       | не участвовали       | не участвовали       |
| 1987 Загреб    | 0                    | 0                    | 0                    | 0                    | —                    |
| 1989—1993      | не участвовали       | не участвовали       | не участвовали       | не участвовали       | не участвовали       |
| 1995 Фукуока   | 0                    | 0                    | 0                    | 0                    | —                    |
| 1997 Сицилия   | 0                    | 0                    | 0                    | 0                    | —                    |
| 1999 Пальма    | не участвовали       | не участвовали       | не участвовали       | не участвовали       | не участвовали       |
| 2001 Пекин     | 0                    | 0                    | 0                    | 0                    | —                    |
| 2003 Тэгу      | 0                    | 0                    | 0                    | 0                    | —                    |
| 2005 Измир     | не участвовали       | не участвовали       | не участвовали       | не участвовали       | не участвовали       |
| 2007 Бангкок   | 0                    | 0                    | 0                    | 0                    | —                    |
| 2009 Белград   | 0                    | 0                    | 0                    | 0                    | —                    |
| 2011 Шэньчжэнь | не участвовали       | не участвовали       | не участвовали       | не участвовали       | не участвовали       |
| 2013 Казань    | 0                    | 0                    | 0                    | 0                    | —                    |
| 2015 Кванджу   | 0                    | 0                    | 0                    | 0                    | —                    |
| 2017—2021      | не участвовали       | не участвовали       | не участвовали       | не участвовали       | не участвовали       |
| 2023           | Универсиада отменена | Универсиада отменена | Универсиада отменена | Универсиада отменена | Универсиада отменена |
| Всего          | 0                    | 1                    | 2                    | 3                    |                      |